# Leslie Landon
Pour les articles homonymes, voir Landon.
Leslie Landon Matthews est une actrice américaine, née le 11 octobre 1962 à Los Angeles, Californie. 

## Biographie
Fille de Michael Landon, elle tient plusieurs rôles dans la série télévisée La Petite Maison dans la prairie dont celui de l'institutrice Etta Plum, qui la rendit célèbre.
Aujourd'hui, Leslie Matthews exerce les métiers de psychologue et d'auteur, et est mariée depuis 1990 à Brian Matthews avec qui elle a 4 enfants : Rachel (née en 1993), Justin (né en 1995), Catherine (née en 2000) et Joe (né en 2002).

## Filmographie

### Télévision
- 1975, 1977, 1979, 1981-1983 : La Petite Maison dans la prairie (Série TV) : Leslie / Kate / Marge / Pam / Etta Plum
- 1982 : Father Murphy (Série TV) : Kate Jones
- 1983 : Little House: Look Back to Yesterday (en)  (Téléfilm) : Etta Plum
- 1984 : Little House: The Last Farewell (en) (Téléfilm) : Etta Plum
- 1984 : Little House: Blees All the Dear Children (en) (Téléfilm) : Etta Plum